# Француски енциклопедисти
Енциклопедисти (фр. Encyclopédistes) су били група аутора из Француске, осамнаестог века, који су састављали Енциклопедију (фр. Encyclopédie – Енсиклопеди), чији су уредници били Дидро и Даламбер. Као и Пјер Бел (Pierre Bayle) (1647–1706), који је створио Историјски и критички речник (фр. Dictionnaire Historique et Critique), енциклопедисти су били део групе интелектуалаца познатих као “филозофи”. Они су покренули напредак науке и секуларне мисли, и подржавали су толеранцију (трпељивост), рационалност и отворени ум, као значајне елементе доба Просветитељства.
Испод су наведени по абецедном реду сарадници „Енциклопедије“, по броју написаних чланака и по идентификационим словима у „Енциклопедији“.

## По азбучном реду
- Андре Ле Бретон (André Le Breton)
- Антоан-Жозе Десаје Д'Аржанвиј (Antoine-Joseph Desallier d'Argenville)
- Антоан Луј (Antoine Louis)
- Ан Робер Жак Тирго, Барон де Лон (Anne Robert Jacques Turgot, Baron de Laune)
- Арнулф Д'Омон (Arnulphe d'Aumont)
- Волтер (Voltaire)
- Барон д'Олбах (Baron d'Holbach)
- Буше д'Аржи (Boucher d'Argis)
- Дени Дидро (Denis Diderot)
- Едме Франсоа Маје (Edme-François Mallet)
- Етиен Боно де Кондијак (Étienne Bonnot de Condillac)
- Жабриел Франсоа Венел (Gabriel-François Venel)
- Жак Франсоа Блондел (Jacques-François Blondel)
- Жак Никола Белин (Jacques-Nicolas Bellin)
- Жан Батист де ла Шапел (Jean-Baptiste de La Chapelle)
- Жан Жак Русо (Jean-Jacques Rousseau)
- Жан-Франсоа Мармонтел (Jean-François Marmontel)
- Жан ле Рон Д'Аламбер (Jean le Rond d'Alembert)
- Жијом Ле Блон (Guillaume Le Blond)
- Клод Буржела (Claude Bourgelat)
- Луј Жан Мари Добентон (Louis-Jean-Marie Daubenton)
- Марк Антоан Еиду (Marc-Antoine Eidous)
- Монтескје (Montesquieu)
- Пијер Тарен (Pierre Tarin)
- Сезар Шесно Ди Марсе (César Chesneau Du Marsais)
- Урбен де Вандес (Urbain de Vandenesse)
- Франсоа Венсан Тусен (François-Vincent Toussaint)
- Шевалије Луј де Жокур (Chevalier Louis de Jaucourt)

## Број чланака
- 37870 - аутор непотписан или у потпуности непознат
- 17288 - Chevalier Louis de Jaucourt
- 5394 - Дени Дидро
- 4268 - Boucher d'Argis
- 1925 - Edme-François Mallet
- 1309 - Жан ле Рон д'Аламбер
- 994 - Jacques-Nicolas Bellin
- 720 - Guillaume Le Blond
- 707 - Gabriel-François Venel
- 693 - Louis-Jean-Marie Daubenton
- 541 - Antoine-Joseph Desallier d'Argenville
- 482 - Jacques-François Blondel
- 449 - Antoine Louis
- 428 - Marc-Antoine Eidous
- 414 - Baron d'Holbach
- 388 - François-Vincent Toussaint
- 344 - Jean-Jacques Rousseau
- 337 - Pierre Tarin
- 227 - Claude Bourgelat
- 214 - Jean-Baptiste de La Chapelle
- 199 - Urbain de Vandenesse
- 192 - Arnulphe d'Aumont
- 129 - César Chesneau Du Marsais
- 119 - Cahusac
- 108 - Le Roy
- 107 - Landois
- 91 - Beauzee
- 78 - Malouin
- 61 - Goussier
- 56 - Malouin
- 45 - Lenglet Du Fresnoy
- 41 - Daubenton|Diderot
- 39 - Yvon
- 39 - Daubenton|Vandenesse
- 32 - Boucher d'Argis
- 26 - de La Chapelle|d'Alembert
- 26 - Voltaire
- 25 - Diderot|Mallet
- 23 - Daubenton|Jaucourt
- 22 - Daubenton, le Subdelegue
- 21 - Barths
- 20 - Mallet|Diderot
- 20 - Formey
- 20 - Daubenton|Jaucourt
- 14 - Rousseau|d'Alembert
- 14 - Beauzee
- 13 - Watelet
- 13 - Boucher d'Argis
- 12 - Romain
- 12 - Douchet et Beauzee
- 12 - Daubenton|d'Argenville
- 11 - Diderot|Vandenesse
- 10 - Villiers
- 10 - Marmontel
- 10 - Forbonnais
- 9 - Papillon
- 9 - Mallet|d'Alembert
- 9 - Daubenton|Daubenton, le Subdelegue
- 8 - Faiguet
- 7 - d'Argenville|Diderot
- 7 - Tarin
- 7 - Pestr
- 7 - Jaucourt
- 7 - Bellin|Bellin
- 6 - Vandenesse|Diderot
- 6 - Toussaint|Mallet
- 6 - Durival
- 6 - BEAUZEE et DUCHET
- 5 - d'Aubenton
- 5 - d'Alembert|Diderot
- 5 - Yvon|Diderot
- 5 - Venel|Venel
- 5 - Menuret
- 5 - Mallet|Mallet
- 5 - Diderot|Daubenton
- 5 - Daubenton|d'Argenville|Vandenesse
- 5 - Daubenton|Vandenesse|Diderot
- 5 - C. D. J.| Jaucourt
- 4 - d'Alembert|Mallet
- 4 - Romilly
- 4 - Rallier
- 4 - Louis|Diderot
- 4 - Blondel|Diderot

## По абецедном реду
У “енциклопедији” аутори су идентификовани помоћу слова на крају чланка.
- (A) - Boucher d'Argis
- (a) - Lenglet Du Fresnoy
- (B) - Cahusac
- (b) - Venel
- (C) - Pestré
- (c) - Daubenton, le Subdélégué
- (D) - Goussier
- (d) - d'Aumont
- (E) - de La Chapelle
- (e) - Bourgelat
- (F) - Dumarsais
- (f) - de Villiers
- (G) - Mallet
- (g) - Barthès
- (H) - Toussaint
- (h) - Morellet
- (I) - Daubenton
- (K) - d'Argenville
- (L) - Tarin
- (M) - Malouin
- (m) - Ménuret de Chambaud
- (N) - Vandenesse
- (O) - d'Alembert
- (P) - Blondel
- (Q) - Le Blond
- (R) - Landois
- (S) - Rousseau
- (T) - Le Roy
- (V) - Eidous
- (X) - Yvon
- (Y) - Louis
- (Z) - Bellin
- (*) - Diderot
- (D.J.) - de Jaucourt
- (—) - d'Holbach
- (V.D.F.) - Forbonnais
- (E.R.M.) - Douchet and Beauzée